# ROIG
ROIG Transport & Service — іспанська компанія, яка надає послуги з прокату автомобілів, автобусних пасажирських перевезень і таксі. Заснована в 1953 році як сімейне підприємство. Штаб-квартира розташована в Кала-д'Ор (Мальорка). Є провідою туристичною транспортною компанією на Мальорці.
Компанія представлена 5 пунктами прокату на о. Мальорка, парк автомобілів становить 1 600 автомобілів для прокату, 60 автобусів, а також включає службу таксі і таксі класу «люкс».

## Історія
У 1953 році компанія заснована Рафаелем Рочем, який придбав своє перше таксі Citroën B10 для перевезення туристів, що прибували на Мальорку. Автомобіль став найпершим туристичним таксі у Кала-д'Орі. У період туристичного буму 1960-х років, Рафаель Роч вирішив придбати свій перший автобус Sava на 20 посадочних місць. У 1959 році створено підрозділ ROIG Bus, після чого було придбано 20 автобусів. У 1964 році придбано 3 автомобілі Seat 600 і засновано підрозділ прокату і оренди автомобілів ROIG Rent a Car.
У 1977 році компанія ROIG відкрила першу автозаправочну станцію (АЗС) у Кала-д'Орі. У 1982 році парк автомобілів компанії нараховував вже 80 автомобілів. У 1983 році компанія ROIG відкрила туристичну агенцію Viajes Mijura, яка стала найпершою у своєму роді в регіоні Кала-д'Ор. У 1999 році ROIG Rent a Car почала надавати послуги в аеропорту Пальма-де-Мальорка. У 2009 ROIG викупила компанію служби таксі класу «люкс» Transfer Car після чого засновано підрозділ ROIG Premium.
У 2014 році ROIG Bus визнано «найкращою компанією Іспанії року» (Empresa del Año). У 2015 розроблено дизайн нового логотипу ROIG і запущено новий вебсайт. Нині компанією керують три сини Рафаеля: Мігель, Хуан і Рафаель.

## Підрозділи
- ROIG Rent a Car. Прокат і оренда автомобілів. Парк включає 1 600 автомобілів.
- ROIG Bus. Автобусні пасажирські перевезення (включаючи трансфери в аеропорт і на заліхничні вокзали тощо). Парк включає 60 автобусів.
- ROIG Taxi. Служба таксі.
- ROIG Premium. Служба таксі класу «люкс».

Також компанія ROIG володіє туристичним агентством Viajes Mijura, страховою компанією Seguros ROIG та має автозапровочну станцію.

## Співпраця
Компанія виступає як партнер та спонсор різних заходів, серед яких:
- Міжнародне змагання з виїздки «Балеарський тур» (Es Fangar)
- 3-й Міжнародний музичний фестиваль в Сантаньї
- Веломарафон «3 Días de Mallorca»
- 8-й Міжнародний джазовий фестиваль в Кала-д'Орі